# ناتالیا گنچاروا
ناتالیا گنچاروا (روسی: Ната́лья Серге́евна Гончаро́ва؛ IPA: [nɐˈtalʲjə sʲɪrˈɡʲejɪvnə ɡəntɕɐˈrovə]؛ ۳ ژوئیهٔ ۱۸۸۱ – ۱۷ اکتبر ۱۹۶۲) نقاش، تصویرگر، طراح صحنه و طراح رقص پیشروی اهل روسیه بود. او از اعضای گروه سوارکار آبی بود. از آثار مشهورش دوچرخه‌سوار را می‌توان نام برد.

## نگارخانه

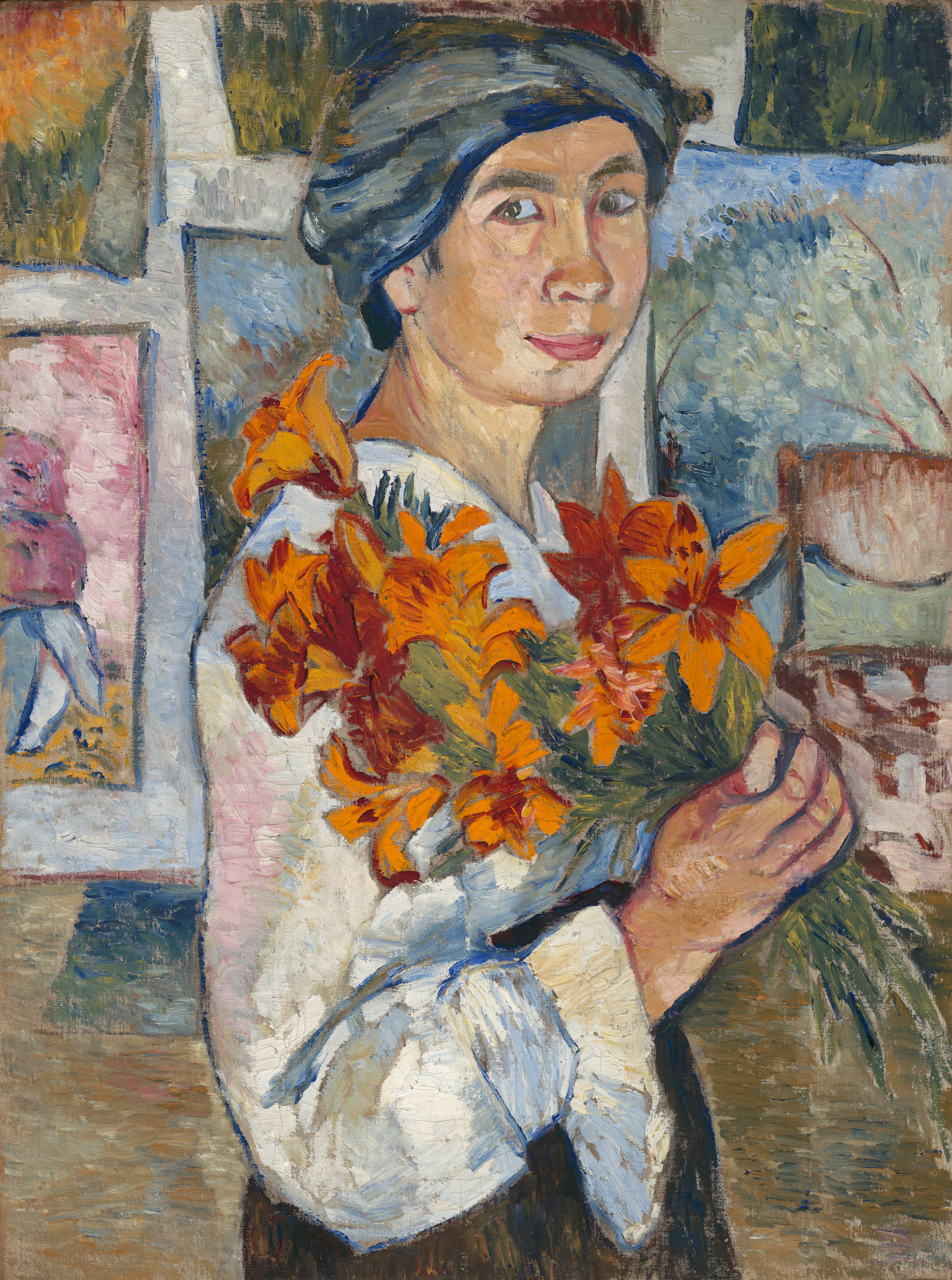
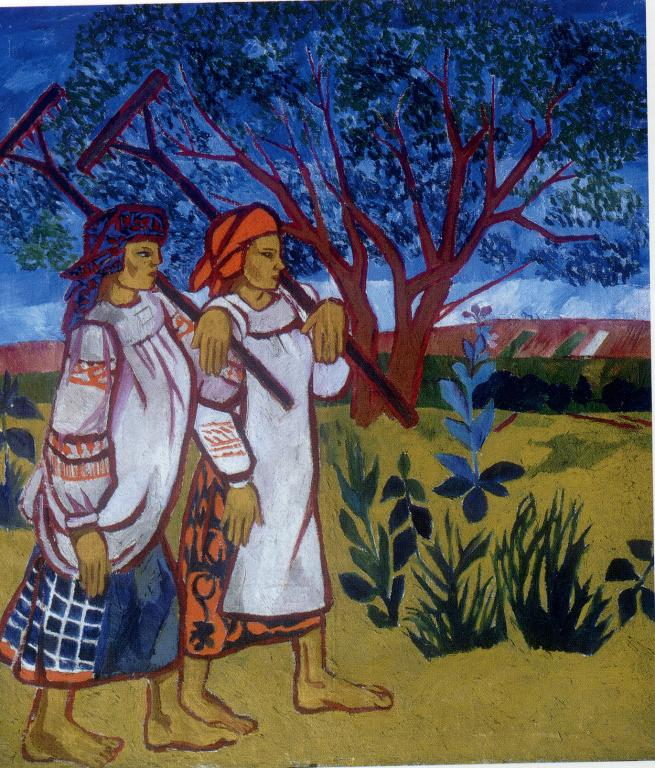
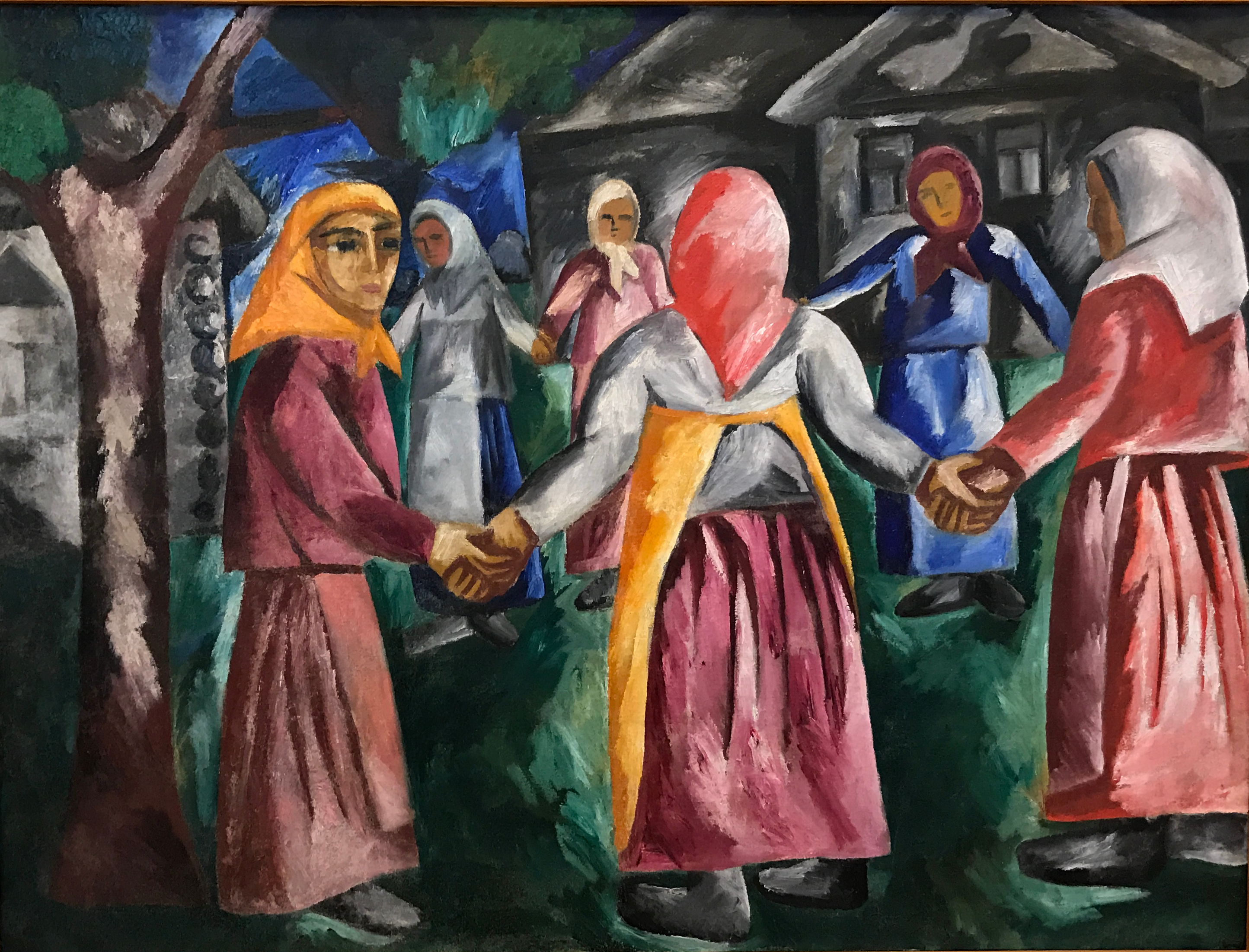
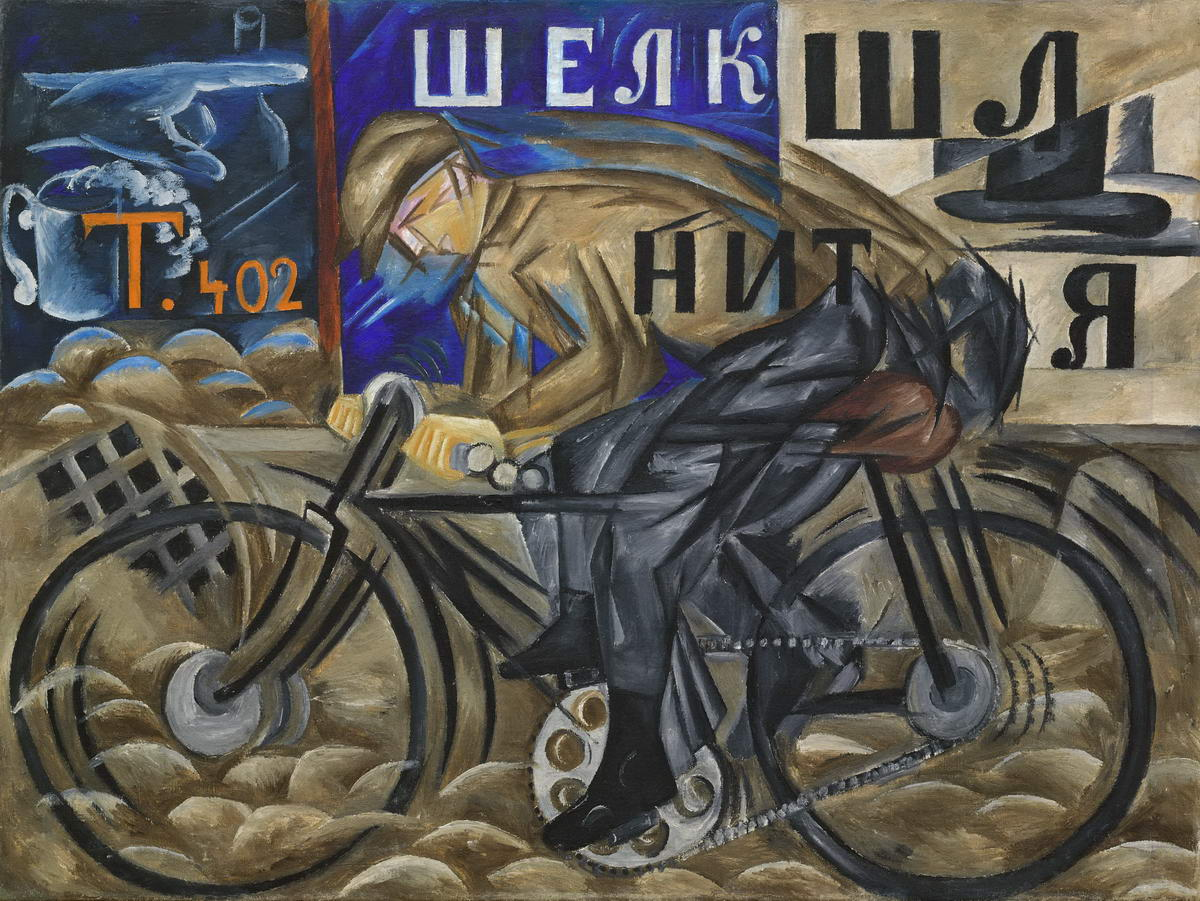